# Wilhelminamonument (Noorbeek)

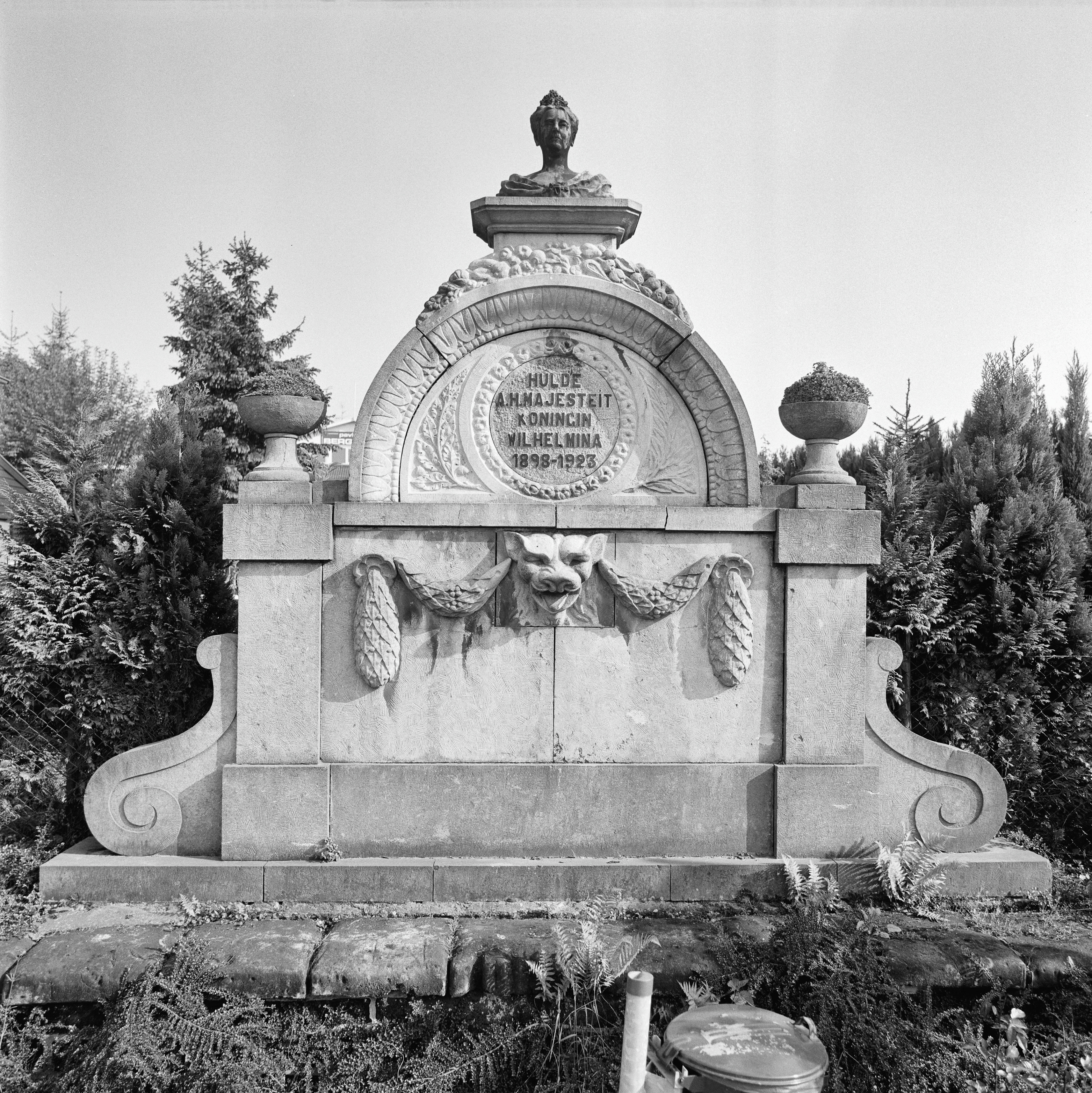
Het monument ten tijde van de oprichting

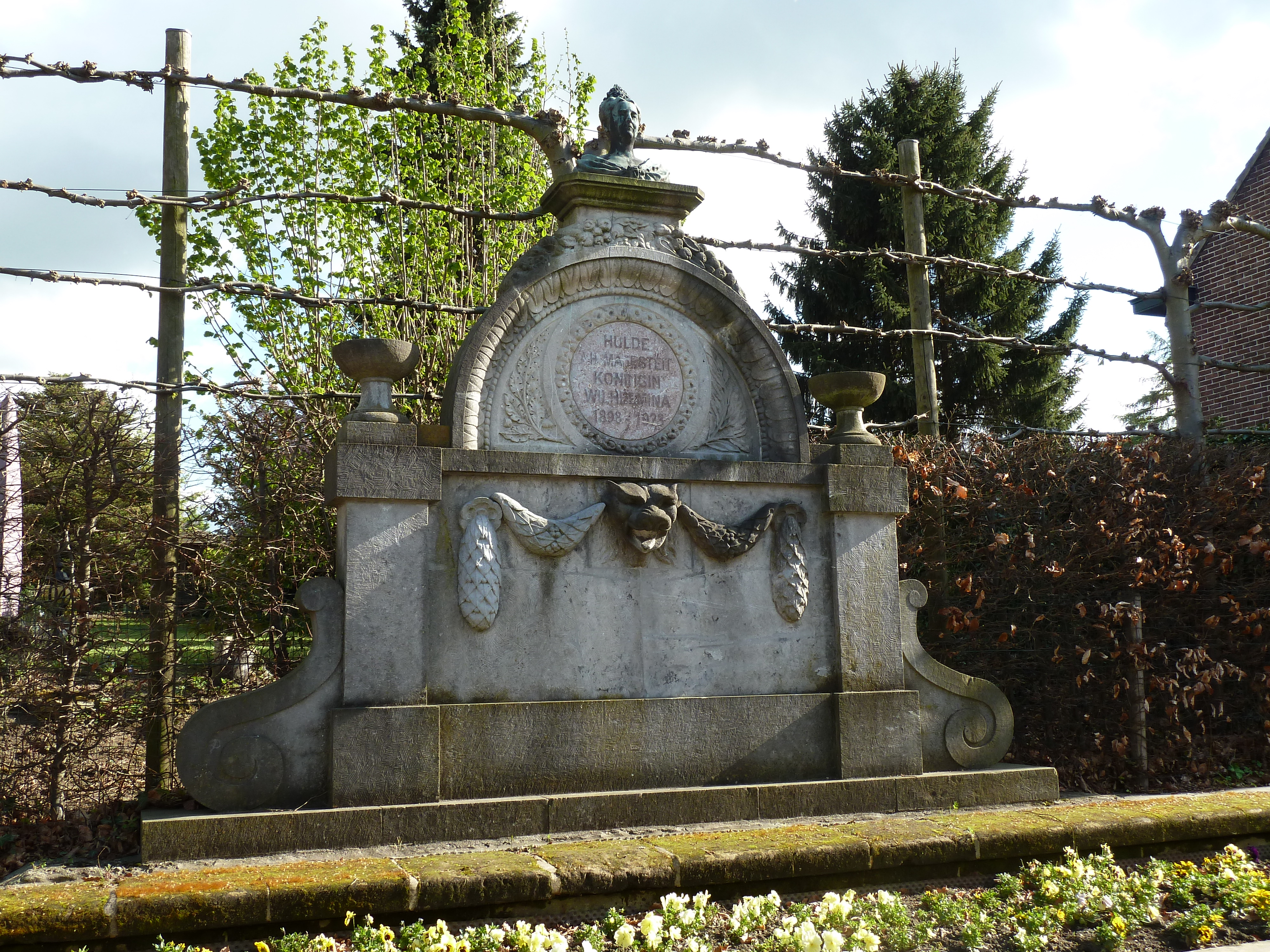
Het monument anno 2014

Het Wilhelminamonument, gewijd aan de Nederlandse koningin Wilhelmina, bevindt zich aan de Pley, zeer nabij de Sint-Brigidakerk in het Limburgse Noorbeek. Het beeld werd in 1923 geplaatst ter herinnering aan het vijfentwintigjarig regeringsjubileum van de vorstin. Het betreft een borstbeeld van de koningin geplaatst op een hoge ronde sokkel aan weerszijden waarvan zich twee kleinere pilaren bevinden waarop twee ronde schalen staan. Op de sokkel staat een medaillon met daarop de tekst: HULDE A H MAJESTEIT WILHELMINA 1898-1923.
Naast het Wilhelminamonument staat het Bevrijdingsmonument dat op 13 september 1969 onthuld werd door Wilhelmina's dochter koningin Juliana ter herinnering aan de vijfentwintigjarige herdenking van de bevrijding in september 1944. De drie bronzen vliegende duiven staan symbool voor de boodschap van bevrijding die vanuit het zuiden het land in kwam via de grensplaats Noorbeek.

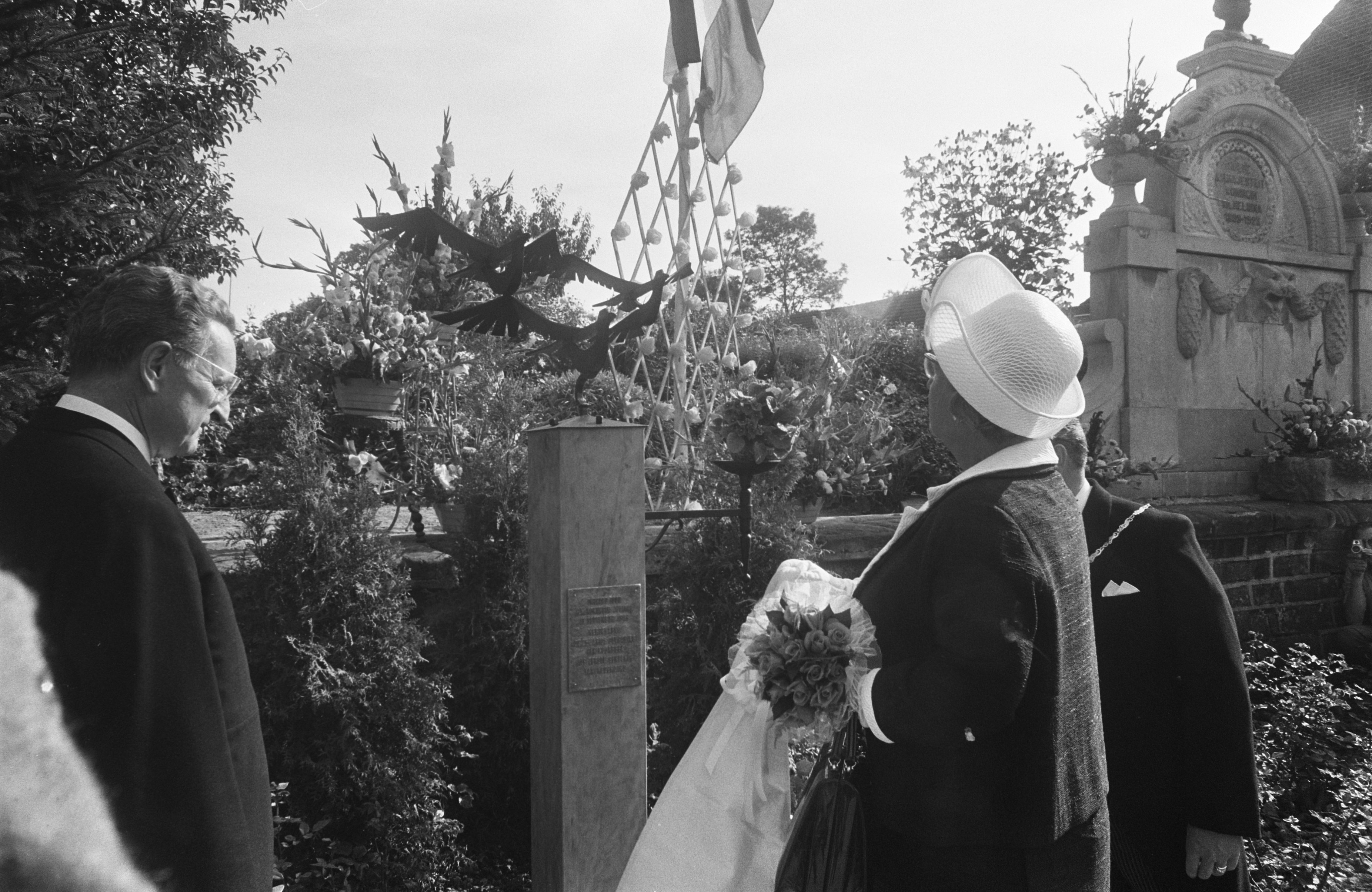
Juliana onthult het Bevrijdingsmonument naast het Wilhelminamonument (rechts)